# Онкопроктология
Онкопроктология — область медицины, возникшая и развивающаяся на стыке онкологии, проктологии и гастроэнтерологии и изучающая доброкачественные и злокачественные опухоли области анального сфинктера, заднего прохода, прямой кишки и толстой кишки, их этиологию и патогенез, методы их профилактики, диагностики и лечения (хирургического, лучевого, химиотерапевтического и иммунотерапевтического).
К области ведения онкопроктологии относится колоректальный рак.